# روبرت ن. لي
روبرت ن. لي (بالإنجليزية: Robert N. Lee)‏ هو كاتب سيناريو أمريكي، ولد في 12 مايو 1890 في بوتي في الولايات المتحدة، وتوفي في 18 سبتمبر 1964 في هوليوود في الولايات المتحدة بسبب نوبة قلبية.

## وصلات خارجية
- روبرت ن. لي على موقع IMDb (الإنجليزية)
- روبرت ن. لي على موقع قاعدة بيانات الفيلم (الإنجليزية)